# Skalky (přírodní památka, okres Uherské Hradiště)
Skalky jsou přírodní památka východně od obce Bánov v okrese Uherské Hradiště na katastrálním území Bánova a Bystřice pod Lopeníkem. Chráněné území je v péči Krajského úřadu Zlínského kraje.

## Geografie a geologie
Chráněné území leží v nadmořské výšce 360 až 375 metrů, zhruba 0,5 km východně od kóty Skalky (387 m n. m.). Lokalita se nachází  v Hlucké pahorkatině v geomorfologickém okrsku Nivnická pahorkatina. Geologický podklad území tvoří výchozy nivnického souvrství z období svrchního paleocénu až spodního eocénu. Tyto sedimenty jsou protkány průniky vulkanických hornin miocenního stáří.

## Předmět ochrany
Ochrana byla vyhlášena nařízením Okresního úřadu v Uherském Hradišti č. 17/2002 ze dne 16. 9. 2002. Předmětem ochrany je opuštěný andezitový lom, který je chráněn jako významná geologická lokalita. Jedná se o jedinečný doklad mladého vulkanismu v oblasti flyšových Karpat na území Moravy. Kromě nahnědlého trachyandezitu lze zde v okolí průniků vulkanických hornin spatřit též profily s kontaktně metamorfovanými porcelanity.

## Vegetace
Lom se nachází na okraji lesního porostu, který má charakter panonské prvosenkové dubohabřiny. Kromě dubů a habrů zde roste lípa srdčitá (Tilia cordata), třešeň ptačí (Prunus avium), bez černý (Sambucus nigra), líska obecná (Corylus avellana), brslen evropský (Euonymus europaeus), dřín jarní (Cornus mas), kalina tušalaj (Viburnum lantana) a zimolez obecný (Lonicera xylosteum). Bylinné patro je velmi bohaté roste zde například prvosenka jarní (Primula veris), sasanka pryskyřníkovitá (Anemone ranunculoides), zapalice žluťuchovitá (Isopyrum thalictroides), dymnivka dutá (Corydalis cava), hrachor jarní (Lathyrus vernus), orsej jarní (Ficaria verna), árón východní (Arum cylindraceum), kopytník evropský (Asarum europaeum), konvalinka vonná (Convallaria majalis), kokořík mnohokvětý (Polygonatum multiflorum), svízel vonný (Galium odoratum), plicník lékařský (Pulmonaria officinalis), jahodník obecný (Fragaria vesca), česnáček lékařský (Alliaria petiolata) nebo violka lesní (Viola reichenbachiana).